# Quatermass i studnia
Quatermass i studnia (ang. Quatermass and the Pit) – brytyjski fantastycznonaukowy film grozy z 1967 roku w reżyserii Roya Warda Bakera na podst. serialu telewizyjnego BBC Quatermass and the Pit z lat 1958-1959.

## Fabuła
Podczas prac nad przedłużeniem linii „Hobbs Lane” londyńskiego metra robotnicy odkrywają skamieniałe kości. Zespół paleontologiczny pod kierunkiem doktora Roneya ustala, że szkielety należały do małpoludów o dużych czaszkach, następnie odkrywa wielkogabarytowy obiekt wykonany z materiału niebędącym metalem. Pada podejrzenie, że to Broń V. Wezwani na miejsce są profesor Bernard Quatermass z programu rakietowego przejętego przez wojsko i pułkownik Breen, niedawno mianowany szefem programu pomimo sprzeciwów Quatermassa. Są zaintrygowani znaleziskiem datowanym na ok. 5 milionów lat. 
Quatermass i asystentka Roneya, Barbara Judd badają okolice stacji metra. Miejscowy policjant opowiada im zasłyszane w dzieciństwie plotki nt. rzekomo nawiedzonego domu naprzeciw stacji. Judd mówi, że Hobbs Lane wzięła nazwę od „Hob”, jednego z określeń na diabła. Roney sprzecza się z Quatermassem na temat tego, czy szkielety są ziemskiego pochodzenia. Judd przynosi artykuł z gazety z 1927 roku informujący o obrzydliwym krasnoludzie grasującym w Hobbs Lane.
Wojskowi są zaskoczeni wytrzymałością obiektu, który zdaje się być jakimś pojazdem. Jego puste wnętrze zdobi symbol zidentyfikowany przez Quatermassa jako okultystyczny pentakl. Nagle rozhisteryzowany saper West twierdzi, że widział zjawę  przechodzącą przez ścianę obiektu. Zgadza się to z artykułem z 1927 roku, a także z opisami ze wcześniejszych wieków dokumentującymi zjawiska paranormalne w Hobbs Lane. Wiercenie w pojeździe nie przynosi skutków i powoduje intensywne wstrząsy otoczenia. Niespodziewanie pojawia się dziura w ściance, za którą są rozkładające się szczątki istot przypominających koniki polne. Podczas badania szczątków wysuwa się teoria, że są to obcy z Marsa, którzy po przybyciu na Ziemię dali początek legendom o demonach.
Kontaktujący się z mediami Quatermass naraża siebie na gniew ministra obrony. Tłumaczy mu, że kosmici zabrali ze sobą małpoludy, które hodowane na Ziemi stały się ludźmi. Minister obstaje jednak przy teorii Breena o działaniach Niemców z II wojny światowej. Oczyszczając pojazd ze swego wyposażenia, wiertacz Sladden nieświadomie uruchamia paranormalną aktywność i w panice biegnie ulicami, aż znajduje schronienie w kościele. Będąc pod opieką wikariusza opisuje wizje obcych zabijających się nawzajem. Quatermass podejrzewa, że psychiczna projekcja Marsjan pozostała na ich statku i jest widziana przez tych, którzy mają z nim kontakt.
Zostaje użyty optyczny encefalogram Roneya do rejestracji marsjańskich wizji. Jedna z nich przedstawia brutalne oczyszczenie marsjańskiego ula w celu usunięcia niechcianych mutacji. Zapis nagrania jest pokazany w Ministerstwie Obrony. Konkluzja o tym, że wymierający Marsjanie przybywszy na prehistoryczną Ziemię modyfikowali niektórych ludzi dając im psychiczne zdolności, wciąż nie znajduje aprobaty ministra. Zwołuje on konferencję prasową mającą uciąć rozprzestrzeniające się plotki. W jej trakcie paranormalna aktywność daje o sobie znać powodując popłoch wśród zgromadzonych i śmierć kilku osób, w tym Breena.
Londyńczyków ogarnia psychoza i przy uaktywnieniu swych psychicznych mocy wykazują mordercze skłonności. Opętany Quatermass próbuje zabić Roneya odpornego na wpływ obcych. Roney wyrywa go transu i pamiętając z legend niechęć diabła do żelaza i wody, proponuje, by wystarczająca ilość żelaza połączyła się z wilgotną ziemią, aby ukrócić aktywność Marsjan w postaci spersonifikowanej projekcji podobnej do diabła. Quatermass stara się powstrzymać opętaną Judd, gdy w tym czasie Roney za sterami dźwigu zbliża się do zjawy i niszczy ją. Sam jednak ginie. Wstrząśnięci Quatermass i Judd patrzą na zrujnowany Londyn.

## Obsada
- Andrew Keir – prof. Bernard Quatermass
- James Donald – dr Mathew Roney
- Barbara Shelley – Barbara Judd
- Julian Glover – pułkownik Breen
- Bryan Marshall – kapitan Potter
- Duncan Lamont – Sladden
- Peter Copley – Howell
- Edwin Richfield – minister obrony
- Robert Morris – Jerry Watson
- Maurice Good – sierżant Cleghorn
- Hugh Futcher – saper West
- Grant Taylor – sierżant policji Ellis
- Thomas Heathcote – wikariusz
- Noel Howlett – bibliotekarz Opactwa Westminsterskiego
- James Culliford – kapral Gibson
- Roger Avon – elektryk
- June Ellis – Kitty
- Hugh Manning – Edgar
- Joseph Greig – klient pubu dostrajający telewizor
- John Brown – reporter ABC-TV
- Sheila Steafel – dziennikarka
- Hugh Morton – dziennikarz

Źródło: 